# Zenicomus ignicolor
Zenicomus ignicolor är en skalbaggsart som beskrevs av Maria Helena M. Galileo och Martins 1988. Zenicomus ignicolor ingår i släktet Zenicomus och familjen långhorningar. Inga underarter finns listade i Catalogue of Life.